# Kākdwīp
Kākdwīp är en ort i Indien.   Den ligger i distriktet South 24 Paraganas och delstaten Västbengalen, i den östra delen av landet, 1 300 km sydost om huvudstaden New Delhi. Kākdwīp ligger 7 meter över havet och antalet invånare är 239 381.
Terrängen runt Kākdwīp är mycket platt. Havet är nära Kākdwīp västerut. Runt Kākdwīp är det tätbefolkat, med 735 invånare per kvadratkilometer. Det finns inga andra samhällen i närheten. Trakten runt Kākdwīp består till största delen av jordbruksmark.